# ミュンヒノン
ミュンヒノン（münchnone）は、メソイオン性複素環式芳香族化合物の一つである。別名は1,3-oxazolium-5-oxide、1,3-oxazolium-5-olate、anhydro-5-hydroxy-1,3-oxazolium hydroxide、5-hydroxy-1,3-oxazolium hydroxideなど。

## 合成および反応性
無水酢酸を用いた2-ピリドン-N-酢酸の環化脱水反応によるとミュンヒノン誘導体の初の調製は1958年にLawsonとMilesによって報告された。ミュンヒノン類のアゾメチンイリドの反応性およびピロールの合成におけるそれらのアルキンとの反応はロルフ・フーズゲンらによって初めて発表された。その後、その他多くの生成物の合成を目指したミュンヒノン類の化学的性質や反応性、有用性の研究が行われた。一部の置換ミュンヒノン類は安定であり環境条件下で容易に単離できるが、親化合物のミュンヒノン自身を含む大多数は不安定である。ミュンヒノン類は通常、アルキン存在下でin situ生成させることによって、ピロールの合成における1,3-双極子付加反応の基質として用いられる。